# Підставка Руслан Володимирович
Руслан Володимирович Підставка (нар. 29 листопада 1969, с. Чернихівці, нині Україна) — український географ, краєзнавець, дослідник історико-архітектурної спадщини. Член Наукового товариства імені Шевченка (1993).

## Життєпис
Руслан Підставка народився 29 листопада 1969 року у селі Чернихівцях Збаразького району Тернопільської области, нині Україна.
Закінчив Збаразьку середню школу № 2 ім. Івана Франка (зі срібною медаллю, 1987), географічний факультет (з відзнакою, 1993) та аспірантуру при кафедрі економічної і соціальної географії (1996, нині національний університет імені Володимира Гнатюка) Тернопільського державного педагогічного інституту.
У 1988—1989 роках проходив службу в лавах Збройних Сил. Працював заступником голови профкому студентів (1991—1993) та асистентом кафедри економічної і соціальної географії (1994—1996) Тернопільського державного педагогічного інституту; екскурсоводом, молодшим науковим співробітником фондового відділу, старшим науковим співробітником науково-дослідницького відділу та заступником генерального директора з наукової та культурно-просвітницької роботи Національного заповідника «Замки Тернопілля» (2008—2019), начальником відділу туризму та охорони культурної спадщини Управління економіки та залучення інвестицій Збаразької міської ради (з 2021).

## Наукова діяльність
Досліджував «Територіальну організацію інфраструктури агропромислового комплексу Тернопільської області», Язловецький замок та історію містечка Язловець Бучацького району Тернопільської області. Автор багатьох наукових статей на цю тематику.
Голова Наукового товариства студентів і аспірантів Тернопільського державного педагогічного інституту (1993—1994).
Працює над дослідженням історії і пам'яток культурної спадщини м. Збаража та населених пунктів Збаразької територіальної громади. Розробив туристичний маршрут «Давній Збараж: три культури — одна історія».
Сфера наукових інтересів — історична географія, краєзнавство, архітектура, джерелознавство.
Праці
- Підставка, Р. Язловець — ключ Поділля (2010)[2],
- Підставка, Р. Замок у Вишнівці: історія виникнення, становлення та локалізації (2014)[3],
- Підставка, Р. До питання спорудження замкового палацу Язловця: іконографічна ретроспектива (2015)[4],
- Підставка, Р. Вірменська громада Язловця на Поділлі (2016)[5]
- Підставка Р., Мазуранчик, З. «Літописний» Збараж: новий погляд на відомі дати (2016)[6],
- Підставка, Р. Замковий туризм регіону : дослідження, проблеми, здобутки (2017)[7],
- Підставка Р., Сивий, М. Проблематика і стан досліджень замку в Скалі-Подільській  (2017)[8],
- Підставка Р., Сивий, М. Актуалізація досліджень маловідомих пам'яток архітектури Західної України (2017)[9]
- Підставка, Р. Збаразький замок ХІХ ст.: іконографічні і наративні джерела до  реновації пам'ятки (2020)[10].

## Доробок
Автор та співавтор статей про населені пункти Збаражчини у енциклопедичному виданні «Тернопільщина. Історія міст і сіл» (2014). Ввів в науковий обіг офіційні перші писемні (документальні) згадки про с. Язловець Бучацького району з 1379 р. на 1373 р. (спільно з проф. Є. Сперкою), про Язловецький замок з 1436 р. на 1373 р. (спільно з проф. В. Михайловським), про містечко Скалат з 1513 р. на 1503 р., про м. Збараж з 1211 р. на 1213 р. та Збаразький замок з 1627 р. на 1589 р. Встановлення першої писемної згадки про м. Новий Збараж (на р. Гнізна), виявленої на даний час — 1600 р.
Книги
- «Збараж. Штрихи до портрету міста» (2019)[12],
- «Язловець — 640. Історія. Архітектура. Туризм» (2013, співавтор Олег Рибчинський)[13][1],
- «Замки Збаража: відоме і невідоме» (2012)[14][15],
- «Авторство і реконструкція замків Збаража» (2012)[16][17],
- «Село на чотирьох кордонах» (2010)[18],
- «Збараж полікультурний» (2021)[19].

Публікації
- Підставка, Р. Сімейний фотоархів бургомістра Збаража його нащадки передали «Замкам Тернопілля» // Народне слово. — 2014. — 13 червня.
- Підставка, Р. «Блакитна маркіза» і Збаразький замок // Народне слово. — 2015. — 27 листопада. — С. 8.
- Підставка, Р. Збаразький архів XV-ХХ століття знайдено у Кракові // Народне слово. — 2012. — 10 серпня.
- Підставка, Р. Нові факти в історії княжого Збаража // Народне слово. — 2012. — 20 квітня.
- Підставка, Р. Прикордонне місто Збараж // Вісник історії краю. — 2010. — Лютий.
- Підставка, Р. Князі Збаразькі: амбітні претензії на корону чи політична авантюра // Народне слово. — 2011. — 2 грудня.
- Підставка, Р. Міжнародна конференція у Збаразькому замку // Народне слово. — 2012. — 10 серпня.
- Підставка, Р. «Замки Тернопілля» прикрасили «Барвисту Україну — 2012» // Народне слово. — 2012. — 24 серпня.
- Підставка, Р. «Замки Тернопілля» отримали престижну міжнародну нагороду // Народне слово. — 2013. — 20 грудня. — С. 5.
- Підставка, Р. У «Замків Тернопілля» — «Кришталева цегла» // Свобода. — 2013. — 18 грудня. — С. 1.
- Підставка, Р. Про замки Тернопілля — на міжнародному рівні // Свобода. — 2015. — 22 травня. — С. 4. — (Акценти).